# Savoie
Savoie ( fransk udtale ?) er et fransk departement, beliggende i regionen Auvergne-Rhône-Alpes. Hovedbyen hedder Chambéry.
Departementet Savoie er en del af den historiske provins Savoie og deler dermed historie med denne frem til 1860, hvor det ved indgåelsen af Torinotraktaten blev en del af Frankrig, i øvrigt sammen med Grevskabet Nice. Savoie blev ved denne lejlighed delt i to departementer, det andet er Haute-Savoie.

## Historie
Gletsjere forhindrede længe mennesker i at tage alperne i besiddelse, dette skete først ved slutningen af den ældre stenalder, hvor opvarmningen af klimaet gjorde det muligt for grupper af jægere at trænge ind i Savoie i deres jagt efter føde.
Omkring år 5.500 f.Kr., hvor et tempereret klima havde indfundet sig i området, startede en landbrugsudvikling, hvor nomadiske folk opdyrkede landet mens de boede i bjergenes huler i dalene og langs søerne.
Savoyen er det keltiske område Sapaudia, der nævnes første gang i det 4. århundrede f.Kr., hvor den keltiske stamme Allobrogerne huserede. I år 122 kom det under romersk kontrol, og blev senere sammen med andre galliske områder en del af provinsen Alpes Graiae et Vallis Poeninnae. Det var romerne der grundlagde Aime (Axima), Aix (Aquae) og Annecy (Boutae).
I forbindelse med det Vestromerske riges kollaps blev Savoyen i 437 erobret af burgunderne. Burgunderriget blev i 500-tallet erobret af frankerne, men opretholdt en form for selvstændighed og genopstod som kongerige i 880. I 1032 uddøde Burgunds kongeslægt, og Savoyen blev i stedet en del af det tysk-romerske rige. Mellem 1416 og 1714 var Savoyen forenet med Piemonte i et hertugdømme. Ved freden i Utrecht 1713 måtte Spanien afstå det tidligere kongedømme Sicilien til huset Savoyen-Piemonte, og hertugen udråbte sig til konge. Sicilien blev dog i 1720 byttet med øen Sardinien, og Savoyen-Piemonte og Sardinien blev forenet i kongeriget Piemonte-Sardinien, som kom til at spille en vigtig rolle i Italiens samling i det 19. århundrede. Mellem 1792 og 1815 var Savoyen okkuperet af Frankrig, men Wienerkongressen gav området tilbage til kongeriget Sardinien-Piemonte. Men i 1860 blev det afstået til Frankrig efter en omstridt folkeafstemning.
I det 19. århundrede så man i regionen en kraftig industriel udvikling, primært på grund af adgangen til vandkraft. I anden halvdel af det 20. århundrede skiftede man imidlertid erhvervsmæssigt fokus, således at man ikke længere satsede på industri men på turisterhvervet, som stadig udgør en stor del af økonomien, ikke bare i Savoie, men også i andre dele af de franske alper, hvor masseturismen, der tog sin begyndelse i 1960'erne, har udløst hvad man lokalt kalder den hvide revolution.

## Geografi
Med 602.800 ha er Savoie det 45. største departement i Frankrig. I departementet findes Frankrigs største naturlige sø Lac du Bourget. Derudover er der 2.200 km vandløb og 1/3 af departementet er dækket af skov. Da departementet ligger i de grajiske alper, dækker bjerge knapt 90% af territoriet, hvor La Grande Casse, med 3.855 m, er det højeste punkt. Der er en national naturpark, La Vanoise og to regionale naturparker Les Bauges og Chartreuse.
- Udsigt over Bourgetsøen
- Chambéry set fra Mont du Chat
- Typiske vinterlandskab i Savoie
- Den verdensberømte ost Reblochon
- Oversigtskort Savoie

I Savoie findes bl.a. de to dale Tarentaise-dalen og Maurienne-dalen.

## Demografi
I Savoie bor der (i 2010) 428.751 indbyggere, hvilket er 0,6 % af den franske befolkning og 6,7 % af befolkningen i regionen Rhône-Alpes

## Økonomi
Departementets BNI udgør 11,8 mia. €, halvdelen af dette kommer fra turisme, som derved er det største
erhverv i departementet. 20% af arbejdsstyrken er beskæftiget i turisterhvervet, hvor man i vintersæsonen 2007-2008 registrerede 21 mio. overnatninger og 9 mio. i sommersæsonen 2007. Udover turisme er Savoie også et alpelandbrugsland, der har en stor produktion af mejeriprodukter, heriblandt osten Reblochon, der har sit eget AOC.

## Byer
- Chambéry
- Aix-les-Bains